# Hebet
Hebet (aratro) è l'antica capitale dell'oasi di el-Kharga in Egitto.

Il nome greco della città fu Hibitonpolis (città dell'aratro).

Da un punto di vista archeologico l'edificio di maggior importanza è un tempio, detto tempio di Hibis,  di epoca saitica e persiana costruito sulle fondamenta di un tempio di Amon risalente al nuovo regno, dedicato alla triade tebana Amon-Ra, Mut e Khonsu.